# Faustine et le bel été
Faustine et le bel été (Faustina y el hermoso verano) es una película francesa de Nina Companeez, estrenada en 1972. En la cinta actúan tres importantes actrices francesas: Isabelle Adjani, Nathalie Baye e Isabelle Huppert.

## Sinopsis
Faustine (Muriel Catala) es una adolescente que querría que la realidad se ajuste a sus sueños. Pasa sus vacaciones en casa de sus abuelos, y está fascinada por los vecinos que viven en una casa azul. Los observa pero no se atreve a entrar en contacto con ellos. Después de un tiempo la relación se establece y los conoce. Es una familia con  un padre (Maurice Garrel), su hermano Julien, sus dos hijos Joachim (Francis Huster) y Florent (Jacques Spiesser). Ella rechaza a Joachim, y trata de seducir a Julien, siendo que éste podría por su edad ser su padre.

## Reparto
- Muriel Catala como Faustine.
- Georges Marchal como Julien.
- Maurice Garrel como Jean.
- Claire Vernet como Claire.
- Isabelle Adjani como Camille.
- Jacques Spiesser como Florent.
- Francis Huster como Joachim.
- Marianne Eggerickx como Ariane.
- Jacques Weber como Haroun.
- Isabelle Huppert como una estudiante.